# ブリカマ
ブリカマ (Brikama)は、ガンビア共和国の西海岸地方の首府。
首都バンジュールの約20km南に位置する。
人口は約5.7万人。
彫刻や音楽といった芸術が有名である。